# 李建忠 (清朝)
李建忠（？—？），河南武安（河北武安）人，清朝政治人物。举人出身。
李建忠曾于1750年接替余畅任华亭县知县一职，1750年由方玉麟接任。